# Fédération Nationale des Travailleurs du Verre
De Fédération Nationale des Travailleurs du Verre (Nederlands: Nationale Federatie van Arbeiders in de Glasnijverheid) was een Belgische vakcentrale die aangesloten was bij de Syndikale Kommissie.

## Historiek
De vakcentrale was ontstaan uit de fusie van verschillende vakbonden uit de glasnijverheid op 6 september 1925, waaronder de Centrale Vereeniging der Glasbewerkers, het Syndikaat der Magazijniers-Glasbewerkers, het Syndikaat der Werklieden van Mekanische glasfabrieken, het Syndikaat der Kassenmakers en het Syndicat des Gaziers et Ouvriers de Cour.
Op 1 januari 1929 fusioneerde deze vakcentrale met de Algemene Centrale der Bouw- en Ameublementarbeiders en der Gemengde Vakken van België (ACBAGVB). Op respectievelijk 1 februari en 1 maart van dat jaar besloten ook de bekerglasarbeiders van Luik en Namen tot de fusie.